# ويليام رانكين (كاتب)
ويليام رانكين (بالإنجليزية: William Rankin)‏ هو كاتب وضابط أمريكي، ولد في 16 أكتوبر 1920 في بيتسبرغ في الولايات المتحدة، وتوفي في 6 يوليو 2009 في Oakdale, Pennsylvania ‏ في الولايات المتحدة.